# Богдановка (Новосибирская область)
Богдановка — деревня в Татарском районе Новосибирской области. Входит в состав Киевского сельсовета.

## География
Площадь деревни — 102 гектара.

## Население
| 2002 | 2007 | 2010 |
| ---- | ---- | ---- |
| 156  | ↘145 | ↘112 |

## Инфраструктура
В деревне по данным на 2007 год функционируют 1 учреждение здравоохранения и 1 учреждение образования.